# Archilestes grandis
Archilestes grandis – gatunek ważki z rodziny pałątkowatych (Lestidae). Występuje na terenie Ameryki Północnej, Ameryki Południowej i Ameryki Środkowej.